# Orlean

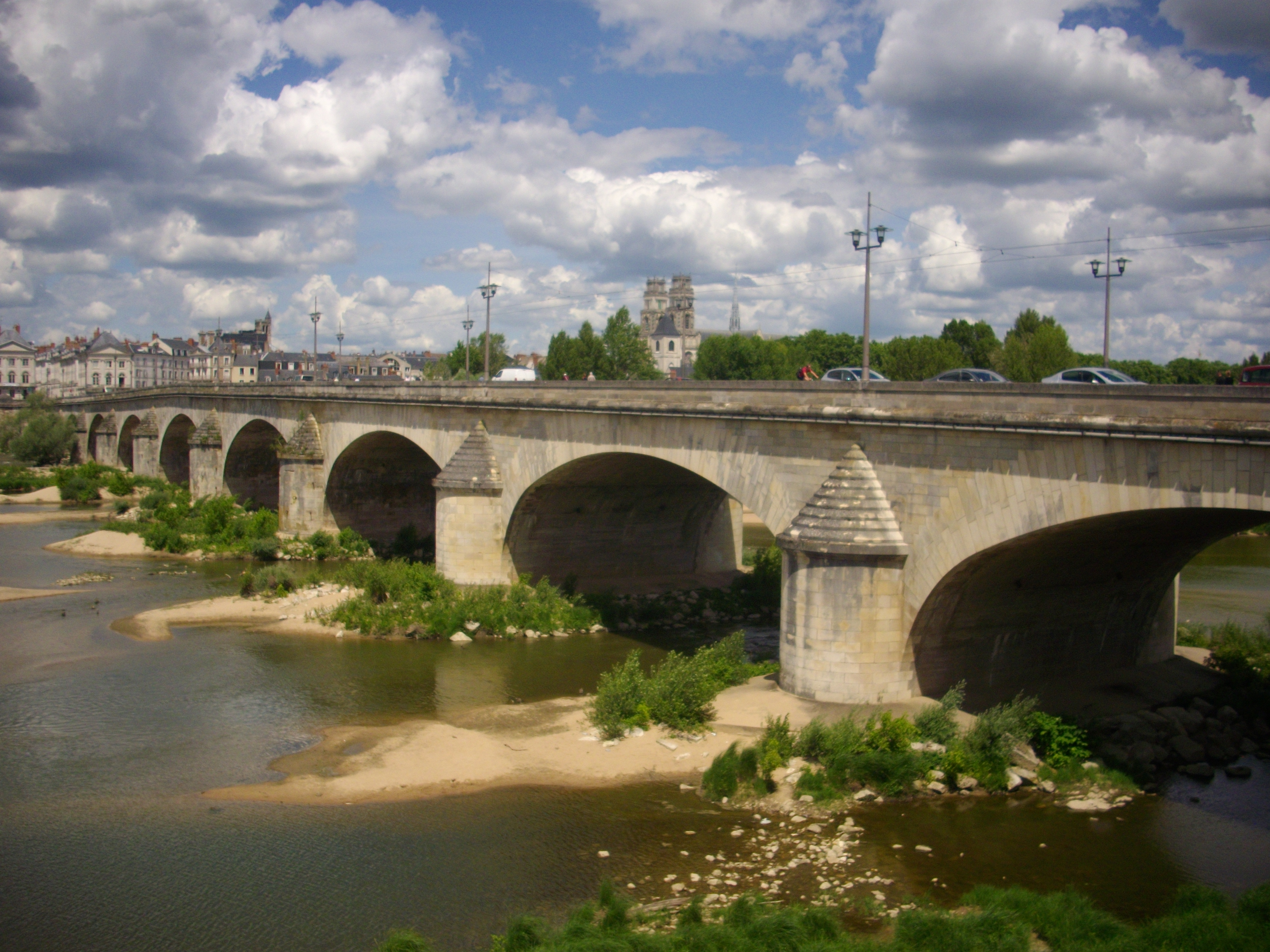
Most George V

Orlean (fr. Orléans, wymowaⓘ) – miasto i gmina w środkowej Francji, położone nad Loarą. Stolica Regionu Centralnego-Doliny Loary i departamentu Loiret. Ważny ośrodek przemysłowy i usługowy. Według danych na rok 2008 gminę zamieszkiwało 116 515 osób, a gęstość zaludnienia wynosiła 4239 osób/km².
Miasto położone jest nad rzeką Loarą w miejscu, gdzie zmienia ona swój kierunek z północno-zachodniego na południowo-zachodni i gdzie wpadają do niej dwa dopływy. Orlean szczególnie związany jest z postacią Joanny d’Arc, która tutaj odparła atak wojsk angielskich. Dziś miasto otoczone jest przez mniejsze miejscowości (m.in. La Chapelle-Saint-Mesmin, Fleury-les-Aubrais, Olivet, Saint-Jean-de-la-Ruelle, Saran, Saint-Jean-le-Blanc), które wraz z Orleanem tworzą jedną aglomerację (tzw. Orléans Métropole), liczącą 281 899 mieszkańców (2015).

## Historia
W starożytności miasto nosiło nazwę Cenabum i było ośrodkiem celtyckiego plemienia Karnutów. Podbite przez Rzymian, w 52 p.n.e. stało się miejscem wybuchu powstania antyrzymskiego, w wyniku czego zburzył je Cezar. W III wieku odbudował je cesarz Aurelian i nazwał Civitas Aureliani. Z nazwy tej, po przekształceniach fonetycznych i uproszczeniach, wziął się dzisiejszy Orlean.
W 472 roku Święty Monitor został 12. biskupem Orleanu. W 498 miasto zdobył Chlodwig I, władca Franków. Stało się ono miejscem koronacji królów: Karola Łysego (848) i Roberta II Pobożnego (987).
Podczas wojny stuletniej, w październiku 1428, wojska angielskie rozpoczęły oblężenie miasta. 17-letnia wówczas Joanna d’Arc przybyła obleganym z pomocą, prowadząc armię francuską. 29 kwietnia 1429 wkroczyła do Orleanu. Zamieszkała w domu Jacques’a Bouchera (dziś – po rekonstrukcji – mieści się w nim muzeum-dom Joanny d’Arc). W wyniku toczonych walk 8 maja 1429 miasto zostało wyzwolone. Na pamiątkę tego wydarzenia co roku 8 maja obchodzone jest święto (tzw. fêtes johanniques).
Podczas wojen religijnych miasto stało po stronie hugenotów. W 1594 roku zostało włączone do Korony francuskiej. W wiekach XVII i XVIII miał miejsce szczególny rozwój gospodarczy Orleanu. Do portów nad Loarą przybijały statki z towarami z kolonii francuskich z Kanady i Antyli, a Orlean stał się wielkim centrum dystrybucji.
Podczas II wojny światowej, w czerwcu 1940, około 17 ha zabudowy miasta zostało zniszczone wskutek bombardowania przez wojska niemieckie. W latach 1950–1970 trwała odbudowa miasta. Wówczas też (1959) założono na południowych przedmieściach dzielnicę Orléans-la-Source, na której terenie ulokowano uniwersytet wraz z miasteczkiem uniwersyteckim i Parc Floral (Park Kwiatowy).

## Zabytki, muzea

### Katedra św. Krzyża

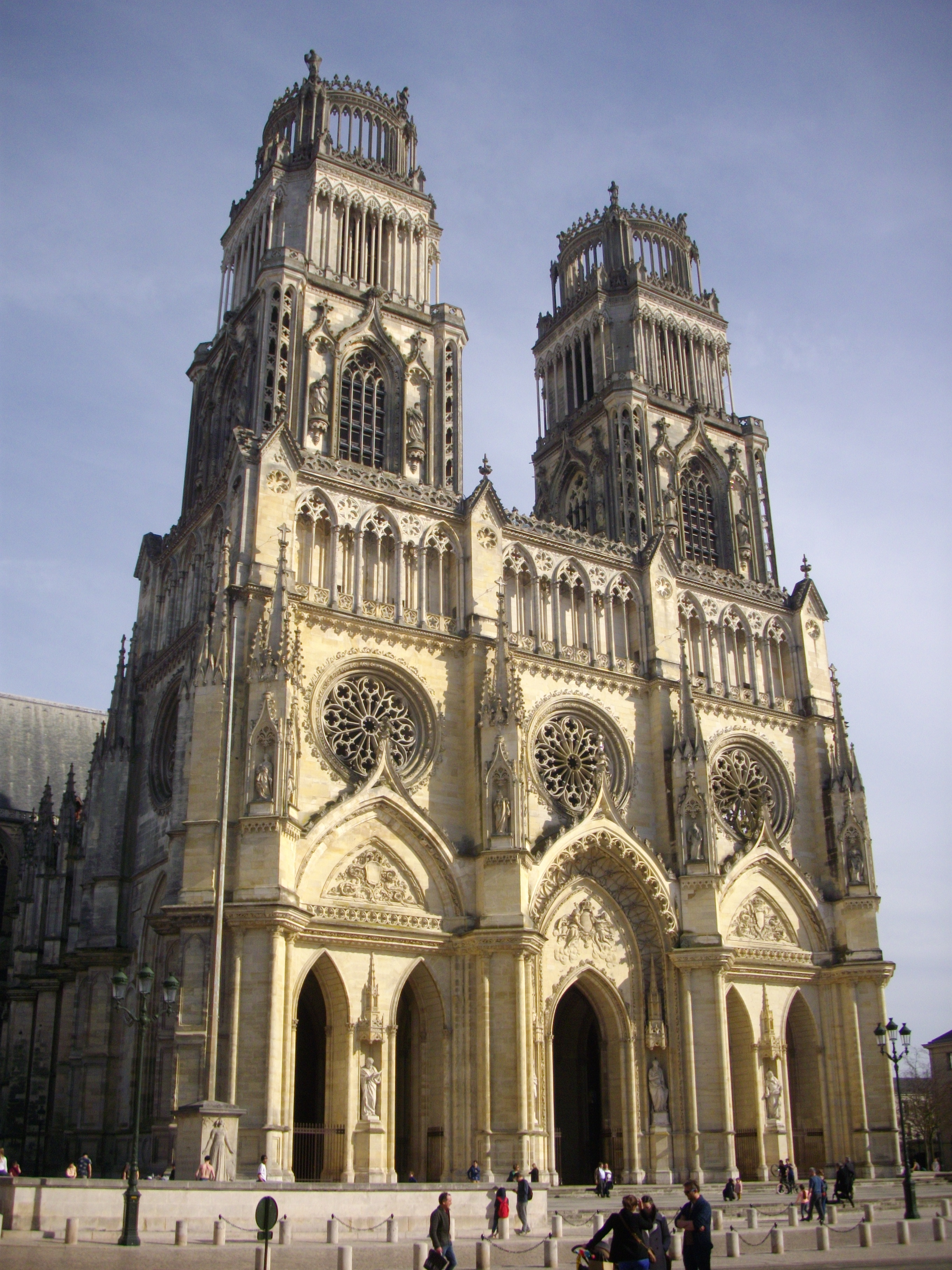
Katedra św. Krzyża, Orlean

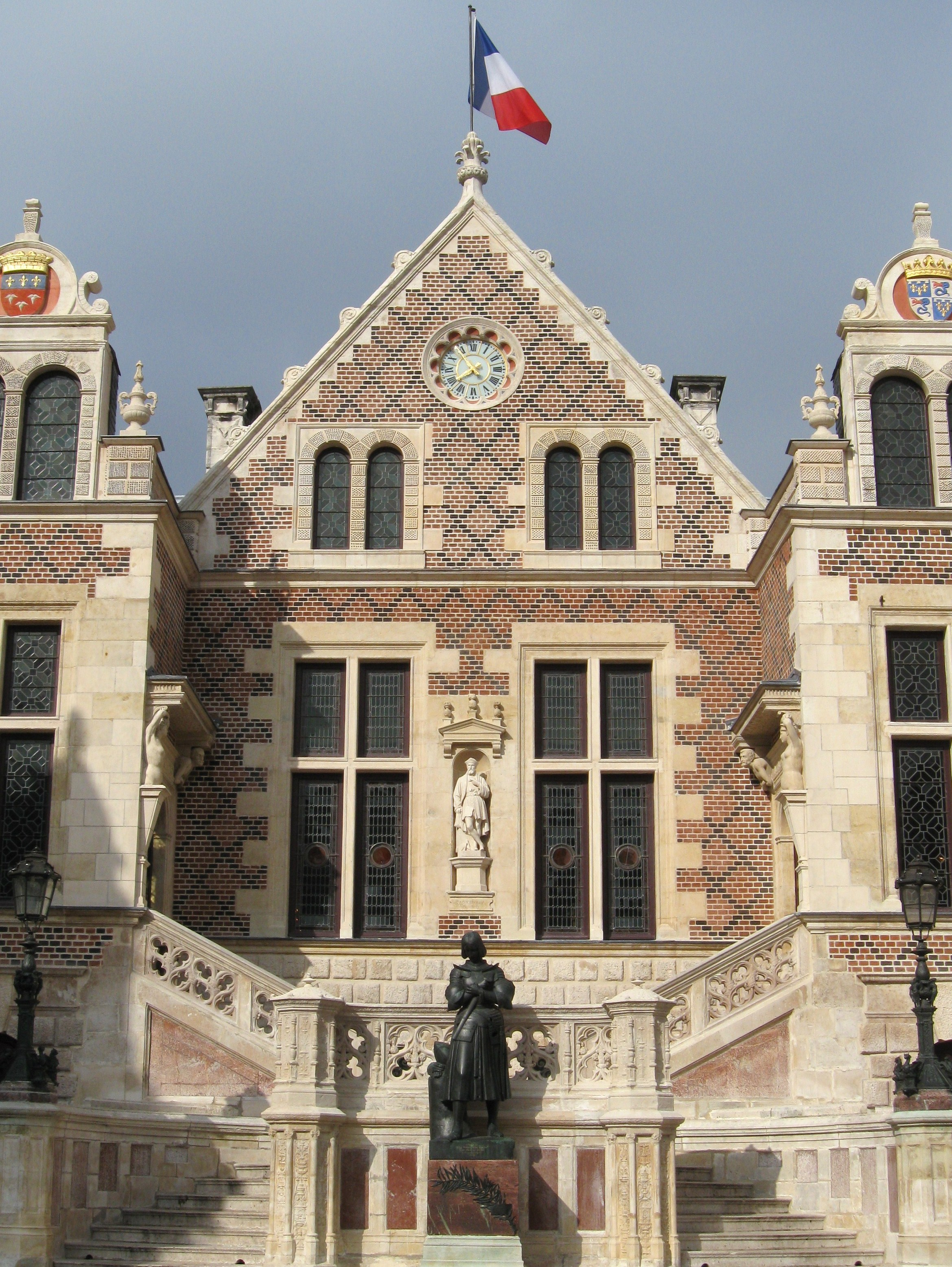
Hôtel Groslot

Katedra Świętego Krzyża (Cathédrale Sainte-Croix) znajduje się na placu św. Krzyża; fasadą zwrócona jest ku ulicy Joanny d’Arc. Po jej bokach usytuowane są: Muzeum Sztuk Pięknych i budynki urzędów regionu Centre.
Zanim powstała katedra, na jej miejscu stały dwa kościoły: pierwszy (IV-V w.) spalił się w 989 roku, drugi (XI-XII) także uległ zniszczeniu. W 1287 roku rozpoczęto wznoszenie gotyckiej budowli, jednak jej również nie było dane długo istnieć: z końcem XVI wieku zburzyli ją hugenoci. Aż do 1829 roku trwała jej odbudowa, w wyniku czego w budowli, obok elementów wzorowanych na gotyckich, pojawiły się także motywy klasyczne.

### Hôtel Groslot
Hôtel Groslot to renesansowa rezydencja, wznosząca się przy placu de l'Etape, w pobliżu katedry i merostwa. Niegdyś prywatna rezydencja, potem siedziba merostwa, dziś jest udostępniany zwiedzającym i pełni funkcje reprezentacyjne. Budynek został wzniesiony w latach 1549-1555 dla Jakuba Groslot, miejscowego sędziego, prawdopodobnie według projektu Jacques’a Androuet du Cerceau Starszego. W rezydencji gościli królowie Francji; tu zmarł Franciszek II w 1560 roku. W połowie XIX wieku budynek został odrestaurowany. Przed budynkiem stoi pomnik Joanny d’Arc, wyrzeźbiony przez Marię Orleańską.

### Dom Joanny d’Arc
Dom Joanny d’Arc (Maison de Jeanne d’Arc) znajduje się przy placu de Gaulle’a 3. Ten budynek z szachulcową elewacją powstał w XV wieku dla skarbnika księcia Orleanu, Jacques’a Bouchera. Od 29 kwietnia do 8 maja 1429 mieszkała tu Joanna d’Arc. Dom został zrekonstruowany w XX wieku i dziś służy jako muzeum tej bohaterki, prezentując makiety i pamiątki z nią związane.

### Muzeum Sztuk Pięknych
Muzeum Sztuk Pięknych (Musée des Beaux-Arts) zostało założone w 1825 roku i początkowo mieściło się w Hôtel des Créneaux. W 1986 roku przeniesiono je do obecnego, nowego gmachu przy placu Świętego Krzyża. Kolekcja obejmuje obrazy, rysunki, grafiki, rzeźby i rzemiosło od średniowiecza do współczesności. Wśród nich są m.in. Święty Tomasz Velasqueza, Autoportret Jeana Chardina, Święto Gloanec Paula Gauguina, obrazy Correggia, Philippe’a de Champaigne, braci Le Nain, Antoine’a Watteau, François Bouchera.

### Hôtel Cabu (Muzeum Historyczne i Archeologiczne)
Ta renesansowa budowla została wzniesiona w 1548 roku przez Jacques’a du Cerceau starszego dla adwokata Filipa Cabu. W 1549 roku miała tu mieszkać Diana de Poitiers. Od 1862 w budynku mieści się Muzeum Historyczne i Archeologiczne Orleanii (Musée historique et archéologique de l'Orléanais), prezentujące kolekcję brązów galo-rzymskich, odkrytych w 1861 roku w Neuvy-en-Sullias, wyroby rzemiosła, grafikę ludową i inne.

### Hôtel des Créneaux
Hôtel des Créneaux (ul. Sainte Catherine) został wzniesiony w latach 1503-1513, łącząc w sobie elementy renesansowe i gotyckie. Do 1790 był tu ratusz, potem Muzeum Sztuk Pięknych, a dziś konserwatorium.

### Place du Martroi

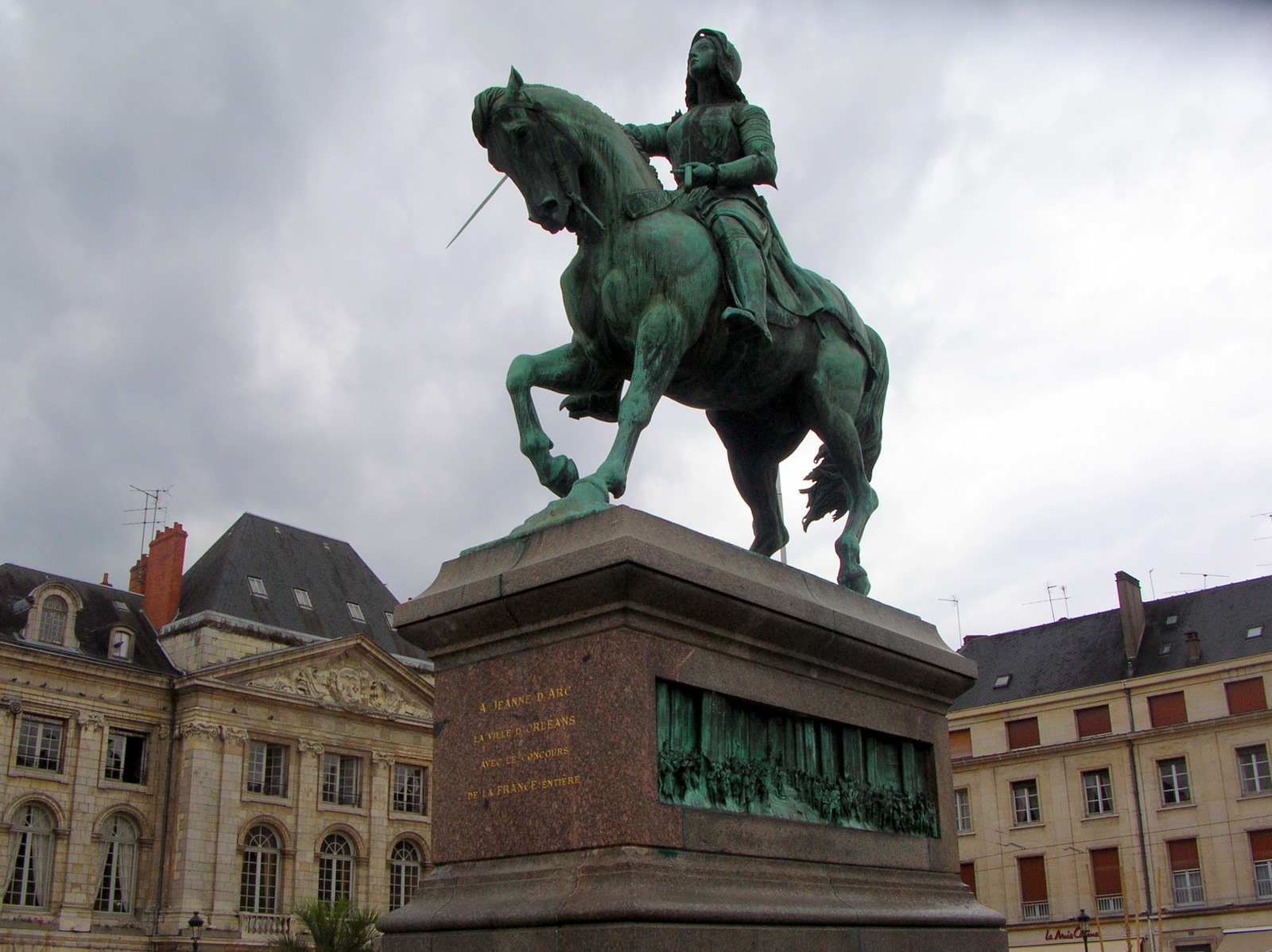
Joanna d’Arc

Place du Martroi to plac usytuowany w centrum miasta, otoczony przez budynki wznoszone od XVIII wieku po czasy współczesne. Pośrodku wznosi się pomnik konny Joanny d’Arc z brązu, na wysokim cokole zdobionym reliefami ze scenami z życia bohaterki. Posąg wykonał w 1855 Denis Foyatier, a płaskorzeźby Vital-Gabriel w 1885.

## Transport

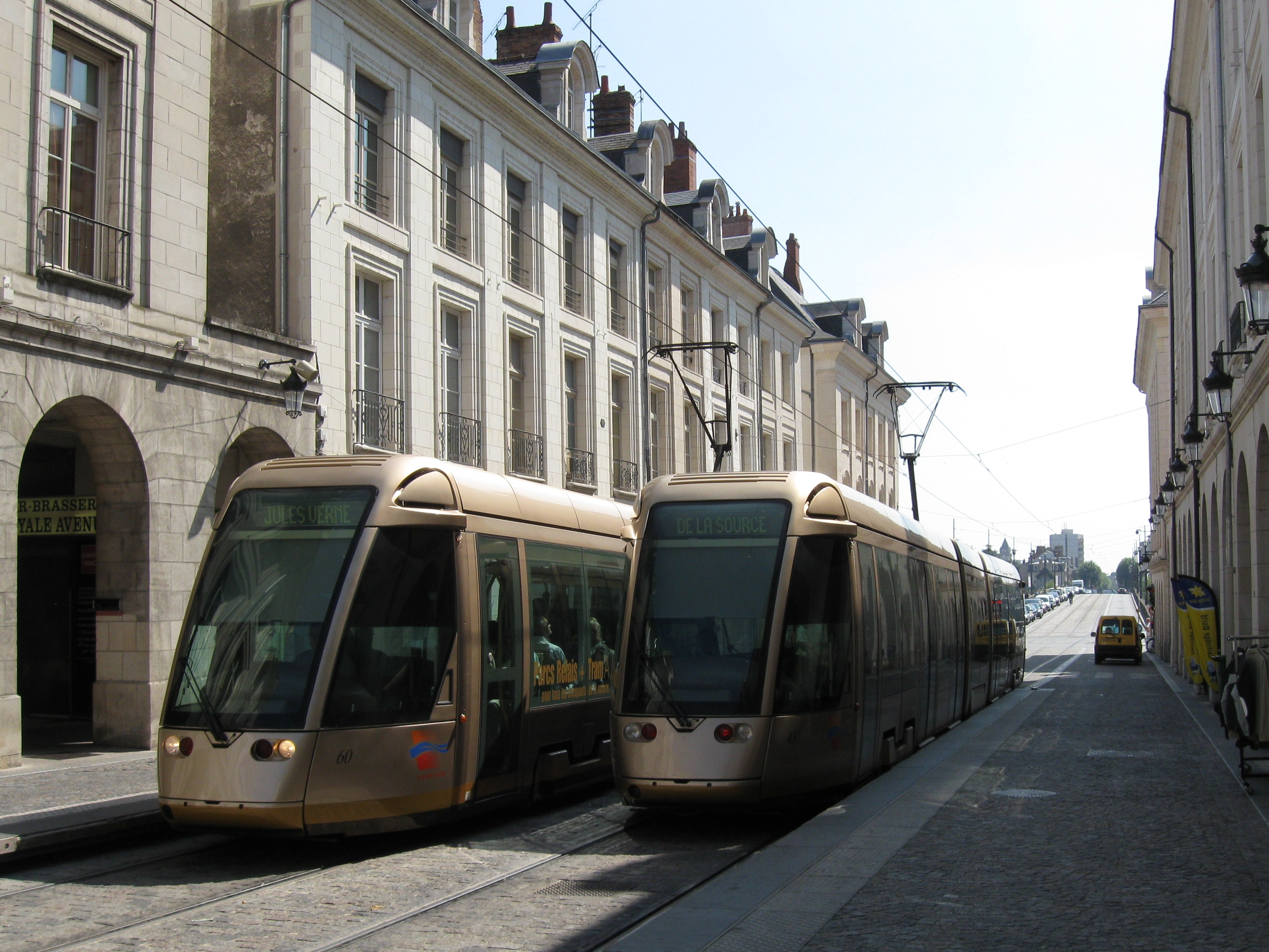
Tramwaje

Orlean jest węzłem drogowym i kolejowym. W centrum miasta, w pobliżu centrum handlowego Place d’Arc znajduje się dworzec kolejowy SNCF i dworzec autobusowy. Komunikację miejską w całej aglomeracji zapewnia SEMTAO (Société d'exploitation des transports de l'agglomération orléanaise) poprzez sieć autobusów i jedną linię tramwajową. Linia A tramwaju (północ-południe) otwarta została w 2000 roku;linia B (wschód-zachód) otwarta została w 2012 roku. Od 2007 roku w mieście wprowadzany jest system wypożyczania rowerów Vélo'+.

## Sport
W Orleanie znajduje się duży bulodrom do gry w pétanque. Odbywają się tam turnieje; m.in. Puchar Świata Juniorów.

## Miasta partnerskie
- Dundee, Wielka Brytania
- Treviso, Włochy
- Münster, Niemcy
- Kristiansand, Norwegia
- Wichita, USA
- Tarragona, Hiszpania
- Saint-Flour, Francja
- Utsunomiya, Japonia
- Lugoj, Rumunia
- Kraków, Polska
- Parakou, Benin
- Tyr, Liban
- Perm, Rosja
- Yangzhou, Chiny
- Nowy Orlean, USA